# Islam in Nieuw-Zeeland

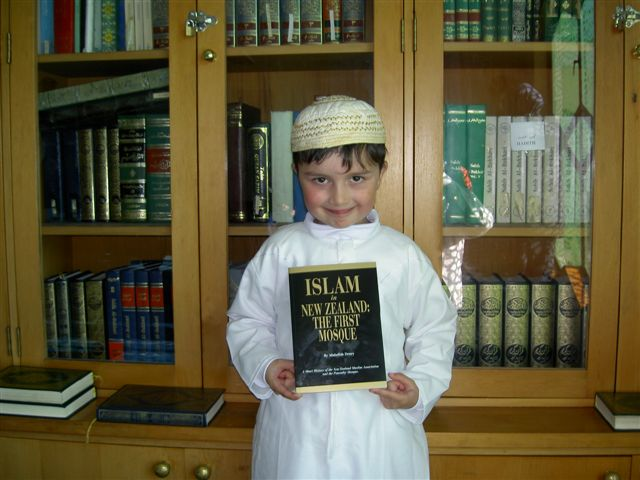
Islamitische jongen in Canterbury Mosque, 2007

De islam is in Nieuw-Zeeland een relatief kleine en nieuwe religieuze gemeenschap van ongeveer 60.000 mensen (peildatum 2020).

## Geschiedenis
De islam in Nieuw-Zeeland begon met de komst van islamitisch-Chinese mijnwerkers in de jaren 1870. Tussen 1900 en 1960 vestigden zich ook kleine aantallen islamitische immigranten uit India en Oost-Europa in Nieuw-Zeeland. Grootschalige islamitische immigratie begon in de jaren 1990 met de komst van immigranten en vluchtelingen uit verschillende door oorlog verscheurde landen.
De eerste islamitische organisatie in Nieuw-Zeeland, de Nieuw-Zeelandse Muslim Association, werd in 1950 opgericht. Het eerste islamitische centrum werd opgericht in Auckland City in 1959. De eerste moskee werd gebouwd tussen 1979 en 1980. In 1962 werd een islamitische vereniging opgericht in Nieuw-Zeelands hoofdstad Wellington. In 1977 werd een derde islamitische organisatie opgericht in Christchurch, op het Zuidereiland.
De grootste moslimorganisatie van Nieuw-Zeeland, de Federatie van Islamitische Verenigingen van Nieuw-Zeeland, werd opgericht in 1979. De eerste voorzitter was Mazhar Krasniqi, oorspronkelijk een Albanees uit Kosovo. Krasniqi was tweemaal voorzitter van de Nieuw-Zeelandse Muslim Association: in 1975 en opnieuw in 1987. In 2002 heeft de Nieuw-Zeelandse regering Krasniqi vereerd met een Queens dienst medaille.
Tussen 1980 en 1994 werden vier regionale islamitische verenigingen opgericht en tot de federatie toegelaten. Tussen 1982 en 1999 was Marhum Khalid Sheikh Hafiz de senior religieuze leider. Hafiz werd geboren in India en opgevoed in Saoedi-Arabië. Hij werd in 1981 tot imam van Wellington benoemd.

## Demografie
Volgens de volkstelling van 2018 woonden er 57.276 moslims in Nieuw-Zeeland, een stijging van 24% ten opzichte van 46.149 moslims in de volkstelling van 2013. De meeste moslims in Nieuw-Zeeland zijn soennieten, maar er is ook een grote sjiitische gemeenschap, met name in Auckland (de grootste stad van Nieuw-Zeeland). De meerderheid van de moslims in Nieuw-Zeeland is geconcentreerd in de grote steden, zoals Auckland, Hamilton, Wellington en Christchurch.
De belangrijke moslimgemeenschappen komen uit het Midden-Oosten (vooral Turkije en Libanon), Zuid-Azië (Pakistan, India en Bangladesh) en Zuidoost-Azië. Er is ook een grote Indo-Fijische moslimgemeenschap en een even substantiële Somalische minderheid in Nieuw-Zeeland. Vanaf het midden van de jaren negentig heeft een toestroom van Maleisische studenten uit Maleisië en Singapore het aandeel moslims in sommige andere centra, met name de universiteitsstad Dunedin, doen toenemen.